# Husaren-Regiment „König Wilhelm I.“ (1. Rheinisches) Nr. 7
Das  Husaren-Regiment „König Wilhelm I.“ (1. Rheinisches) Nr. 7 war ein Kavallerieverband der Preußischen Armee, dessen Garnison seit 1852 Bonn war.

## Geschichte

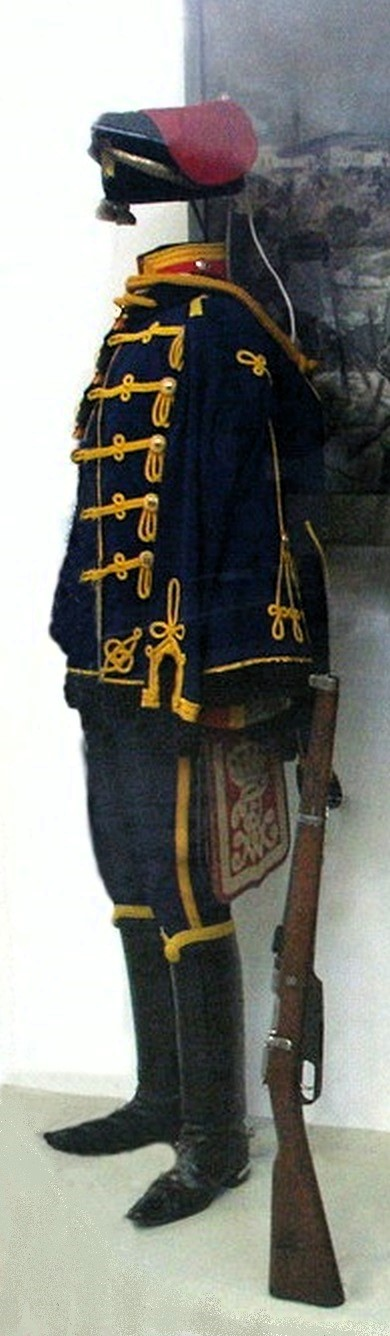
Paradeuniform eines Vizewachtmeisters des Regiments vor 1914 mit Karabiner 88

Emil Possehl als Bonner Husar (1870)

Das Regiment wurde 1815 als 7. Westpreußisches Husaren-Regiment unter anderem aus Truppenteilen des ehemaligen Schlesischen National-Husaren-Regiments errichtet und hatte seine Garnison in Posen. Von 1852 bis zur Auflösung des Verbandes war es in Bonn stationiert. Die nicht mehr existente Kaserne befand sich im heutigen Ortsteil Castell, östlich der Graurheindorfer Straße. Eine der Kasernen für eine Eskadron mit 153 Mann samt Pferden wurde von 1880 bis 1883 errichtet und umfasste neben der Mannschaftskaserne auch Ställe und Wirtschaftsgebäude.
Das Husaren-Regiment Nr. 7 war der 15. Division unterstellt. Das Regiment führte seit 1857 den Namen des Chefs, des preußischen Königs und späteren deutschen Kaisers Wilhelm I. als Zusatz.

### Einsätze

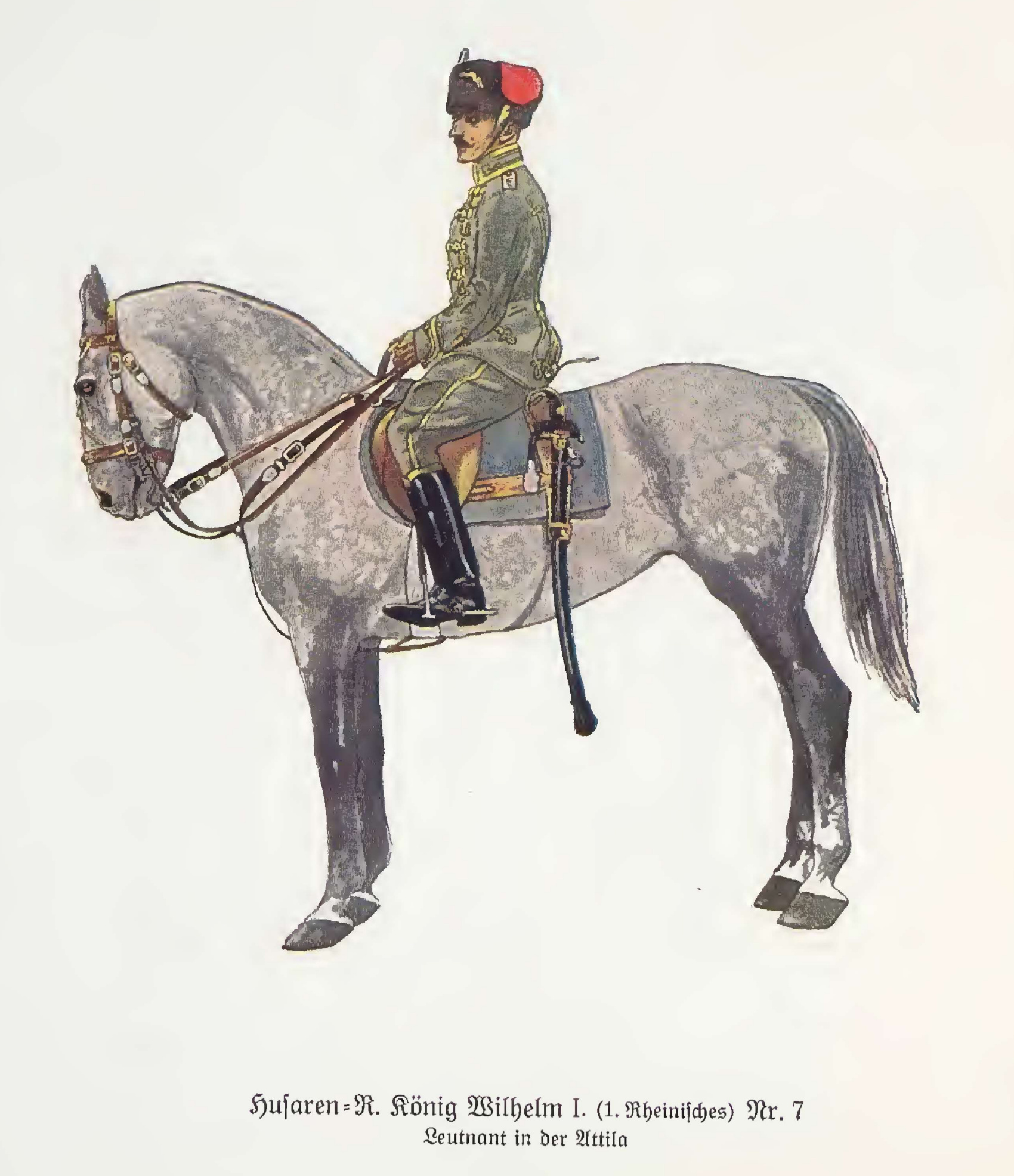
Leutnant des Regiments in feldgrauer Attila (1915)

Das Regiment nahm unter anderem an den Befreiungskriegen 1813/15, am Deutschen Krieg 1866, am Deutsch-Französischen Krieg 1870/71 und am Ersten Weltkrieg teil.

### Regimentschefs
- 1846–1854: Peter von Colomb
- 1857–1888: Wilhelm I.

### Kommandeure
- 1815–1816: Carl Lazarus Henckel von Donnersmarck
- 1816–1831: Ludwig von Sohr
- 1831–1839: Karl von Rheinbaben
- 1838–1845: August von Wolff
- 1845–1848: Karl von Waltier
- 1848–9999: Leopold von Woedkte
- 1848–1852: Wilhelm Berczwarzowski
- 1852–1856: Eduard von Oriola
- 1856–1859: Wilhelm von Wostrowsky
- 1859–1864: Karl Friedrich von der Goltz
- 1864–1867: Bernhard von Lindern
- 1867–1871: Walter von Loë
- 1871–1880: Heinrich XIII. Reuß zu Köstritz
- 1880–1886: Karl von Colomb
- 1886–1891: Fritz Synold von Schüz
- 1891–1897: Richard von Winterfeld
- 1897–1901: Johann von Mechow
- 1901–1904: Friedrich von Hertzberg
- 1907–1911: Gustav von Arnim
- 1911–1915: Jobst-Hermann Graf und Edler Herr zur Lippe-Biesterfeld-Weissenfeld